# Groupe Nicolaïdis
Le Groupe Nicolaïdis (ou Nicolaidis) est  un groupe informel du Comité politique et de sécurité (COPS) de l'Union européenne, dont il prépare le travail.
Le Groupe Nicolaïdis rassemble un fonctionnaire issu de chacune des représentations permanentes des États membres auprès de l'UE, ainsi qu'un haut fonctionnaire du Secrétariat du Conseil et un membre du service juridique du Conseil. Il se réunit deux fois par semaine.
Il est équivalent aux groupes Antici  pour le COREPER II et Mertens  pour le COREPER I. 
Il est nommé d'après la déléguée grecque Kalypso Nicolaïdis.